# Torpeda Spearfish
Torpeda Spearfish – przeznaczona dla okrętów podwodnych brytyjska torpeda ciężka kalibru 533 mm, skonstruowana do zwalczania jednostek nawodnych i podwodnych na wyposażeniu Royal Navy. Napędzana turbiną gazową Hamilton Sundstrand 21TP04 z pędnikiem wodnoodrzutowym torpeda o długości 7 metrów i wadze 1850 kg, zdolna jest do rozwinięcia prędkości 80 węzłów. Zasięg torpedy przy mniejszych prędkościach wynosi 30 mil morskich (54 000 metrów). Paliwo torpedy stanowi Otto II z utleniaczem. Kierowana jest przewodowo po wystrzeleniu z wyrzutni torpedowej, następnie samonaprowadza się na cel za pomocą wbudowanego sonaru aktywnego i pasywnego – kierowana jest przez pokładowy mikroprocesor zdolny do autonomicznego  wypracowywania decyzji o charakterze taktycznym.